# Calophyllum parvifolium
Calophyllum parvifolium là một loài thực vật có hoa thuộc họ Clusiaceae.
Loài này chỉ có ở Indonesia.